# شوالم‌اشتات
شهر شوالم‌اشتات (به آلمانی: Schwalmstadt) در ایالت هسن در کشور آلمان واقع شده‌است.